# سیچان‌تپه
سیچان تپه مربوط به هزاره اول است و در ضلع شرقی ورودی جنوبی عجب شیر، راه باغ شوسه واقع شده و این اثر در تاریخ ۱۷ اسفند ۱۳۸۱ با شمارهٔ ثبت ۷۵۴۲ به‌عنوان یکی از آثار ملی ایران به ثبت رسیده است.